# Benito Juárez (municipi de Quintana Roo)
Benito Juárez és un municipi nou. Cancún és el cap de municipi i principal centre de població d'aquesta municipalitat. Aquest municipi es troba a la part sud de l'estat de Quintana Roo. Limita al nord amb els municipis de Isla Mujeres, al sud amb Puerto Morelos, a l'oest amb Lázaro Cárdenas i a l'est amb el Carib.